# Chionachne cyathopoda
Chionachne cyathopoda är en gräsart som först beskrevs av Ferdinand von Mueller, och fick sitt nu gällande namn av Ferdinand von Mueller och George Bentham. Chionachne cyathopoda ingår i släktet Chionachne och familjen gräs. Inga underarter finns listade i Catalogue of Life.